# Vyklantice
Vyklantice település Csehországban, a Pelhřimovi járásban. Vyklantice Lukavec, Buřenice, Čáslavsko, Útěchovice pod Stražištěm, Bratřice és Křešín településekkel határos. Lakosainak száma 156 fő (2024. január 1.).

## Népesség
A település lakosságának változását az alábbi diagram mutatja:
| Lakosok száma | 826  | 735  | 670  | 469  | 296  | 163  | 151  | 155  | 140  | 156  |
|               | 1869 | 1900 | 1921 | 1961 | 1980 | 2011 | 2016 | 2019 | 2021 | 2024 |